# Eugène de Roberty
Eugène de Roberty de la Cerda (ryska: Евгений Валентинович Де Роберти, Jevgenij Valentinovitj De Roberti) var en rysk sociolog. Eugène de Roberty föddes 25 december 1843 i Kazantskoje i guvernementet Podolien och dog (rånmördades) 8 maj 1915 i Valentinovka i guvernementet Tver.
Eugène de Roberty företog efter avslutade universitetsstudier vidsträckta studieresor i Europa och Amerika samt flyttade över till Paris, då hans skrifter blev förbjudna i Ryssland. Han verkade därefter som professor vid det nya universitetet i Bryssel och vid College libre des sciences sociales i Paris. 